# Christoph Friedrich von Ammon
Christoph Friedrich von Ammon (Bayreuth, 16 de janeiro de 1766 – Dresden, 21 de maio de 1850) foi um teólogo protestante alemão e principal expoente do sobrenaturalismo racionalista.

## Família
Ammon nasceu em uma família de nobres, originária da Baixa Áustria, era filho do conselheiro da Câmara de Bayreuth, Philipp Michael Paul Ammon (1738–1812) e de Eleonore Marie Eusebia Grieshammer (1745–1821).
Ammon casou pela primeira vez em 31 de janeiro de 1790 em Erlangen com Elisabetha Breyer. Desse casamento nasceram dois filhos: Friedrich von Ammon, teólogo e decano da Faculdade de Teologia de Erlangen, e o oftalmologista August von Ammon. Ammon casou pela segunda vez em 19 de junho de 1823 em Dresden com Marianne Becker Stand.
Ammon recebeu em 28 de novembro de 1824, em Dresden, a restauração de sua nobreza saxônica.

## Carreira
Ammon estudou em Erlangen, exerceu diversos cargos de professor nas faculdades teológicas e filosóficas de Erlangen e de Göttingen, sucedeu Franz Volkmar Reinhard (1753-1812) em 1813 como pregador da corte e membro da corte consistorial de Dresden, aposentando-se destes postos em 1849.
Procurando estabelecer para si uma posição intermediária entre o racionalismo e o sobrenaturalismo, optou pelo "sobrenaturalismo racional", e sustentou que deveria haver um desenvolvimento gradual da doutrina cristã correspondente ao avanço do conhecimento e da ciência. Mas, ao mesmo tempo buscou, como outros representantes dessa escola de pensamento, tais como Karl Gottlieb Bretschneider e Julius Wegscheider, se manter em contato estreito com a teologia histórica das igrejas protestantes.
Foi um homem de grande versatilidade e extenso saber, um filólogo e filósofo, bem como um teólogo, e um autor muito produtivo. Sua principal obra teológica foi o Fortbildung des Christenthums zur Weltreligion, em quatro volumes (Leipzig, 1833-1840); Entwurf einer reinbiblischen Theologie foi publicada em 1792 (2.ª edição, 1801), Summa Theologiae Christianas em 1803 (outras edições, 1808, 1816, 1830); Das Leben Jesu em 1842, e Die wahre und falsche Ortodoxie em 1849.
O estilo de Ammon na pregação era conciso e animado, e alguns de seus discursos são considerados como modelos de tratamento em púlpito de questões políticas.

## Publicação
- Genealogische Nachweisung des Familienadels der von Ammon im Königreiche Baiern und Sachsen. Dresden 1824 (online).